# Jackie Lynn Taylor
Pour les articles homonymes, voir Taylor.
Jackie Lynn Taylor, née le 29 juin 1925 à Compton en Californie et morte à Citrus Heights le 5 mai 2014 (à 88 ans), est une actrice et une personnalité de télévision américaine. Elle est connue pour avoir joué, enfant, dans cinq épisodes de la série télévisée Les Petites Canailles en 1934. 

## Biographie
Née Jacqueline Devon Taylor, sa carrière débute dans son enfance, lorsqu'elle décroche un rôle dans la série Les Petites Canailles (Our Gang), l'une des premières émissions télévisées, créée par le producteur Hal Roach. Elle apparaît dans le segment Hi-Neighbor, l'un des épisodes les plus appréciés de la série. Remarquée par Hal Roach, elle est à nouveau choisie pour jouer dans des courts-métrages. Elle fait une apparition non-créditée dans le film Fra Diavolo mettant en scène le duo comique Laurel et Hardy, sorti en 1933.
En 1950, elle épouse l'acteur et professeur d'art dramatique Ben Bard alors que sa carrière connaît un tournant et s'oriente vers le monde de la télévision. Elle rejoint KTTV qu'elle intègre dès 1951 et pour laquelle elle travaille pendant dix ans comme présentatrice de nouvelles et de shows télévisés. Le quotidien San Francisco Examiner la désigne "personnalité féminine télévisée de l'année" en 1955.
Elle divorce de Bard en 1954 et part travailler dans le journalisme à Salinas en 1965, puis à KXTV Channel 10 à Sacramento. Elle se remarie avec le journaliste et producteur de télévision Jack Fries en 1966. 
Dans les années 1970, Jackie Lynn Taylor se penche sur son passé d'actrice au sein des Petites canailles. Avec l'aide de son mari, elle coproduit la série télévisée Little Rascals Family Theater qui rencontre un franc succès.
Elle passe sa retraite aux côtés de son époux à Citrus Heights, où elle meurt le 5 mai 2014, à 88 ans, des suites de la maladie d'Alzheimer.

## Filmographie
- 1933 : Fra Diavolo : (non-créditée)
- 1934-1935 : Les Petites Canailles (série TV) : Jane (segments Hi'-Neighbor! / For Pete's Sake! / The First Round-Up / Washee Ironee / Shrimps for a Day)
- 1934 : Kid Millions : (non-créditée)
- 1934 : Un jour une bergère : écolière (non-créditée)
- 1934 : Little Men : Nan (non-créditée)
- 1951 : Vendeur pour dames : modèle (non-créditée)